# Трио „Белвил“
„Трио „Белвил“ (на френски: Les Triplettes de Belleville) е френско-канадско-белгийски анимационен комедиен филм от 2003 година на режисьора Силвен Шоме по негов собствен сценарий.
В центъра на сюжета е професионален колоездач, който е отвлечен от мафията в отвъдокеански мегаполис, а баба му, кучето му и три възрастни жени, някогашни звезди на мюзикхола, се опитват да го спасят.
„Трио „Белвил“ е номиниран за „Оскар“ за пълнометражен анимационен филм и за оригинална музика, за награда на БАФТА за чуждоезичен филм и печели награда „Сезар“ за оригинална музика.